# DM013SH
DM013SH（ディーエムゼロイチサンエスエイチ）は、シャープによって開発された、ディズニー・モバイル(Disney Mobile on SoftBank)の第3世代移動通信システム端末である。

## 概要
今回はミニー・マウスをテーマにしており、本体背面にミニーの姿が描かれている。ベースとなっている機種はSoftBank 107SHである。
ライブ壁紙やキーボードの背景となるキーシート、ウィジェットなどもミニーをモチーフとしたものとなっており、本体正面右下に設けられた「クイック起動キー」には、ミニーのシルエットアイコンを模している。
また、簡易留守録機能を用意しており、ガイダンス音声はミッキーの声となっている。
ちなみに、ベース機種のSoftBank 107SHで用意されていた放射能測定機能ではなく、初期状態ではクイック起動キーを長押しすることによってDisneyマーケットにアクセスできるようになっている。
世界対応ケータイは、3Gのみの対応となっており、Bands 1/5/8/11の対応となっている(ただし、Bands 11は事実上日本専用バンド)。ちなみに、ディズニー・モバイルのUMTSバンドで、Bands 1以外の帯域（UMTSにおけるデュアルバンド以上）に対応した端末は初。

## その他機能
| 主な対応サービス       | 主な対応サービス    | 主な対応サービス                       | 主な対応サービス |
| ---------------------- | ------------------- | -------------------------------------- | ---------------- |
| タッチパネル           | FWVGA液晶 3.7インチ | フルブラウザ                           | 3Gハイスピード   |
| バッテリー容量 1460mAh | Flash Player        | WiFi                                   | GPS              |
| 490万画素カメラ        | ワンセグ            | デジタルオーディオプレーヤー(AAC)(WMA) | おサイフケータイ |
| Bluetooth              | 赤外線通信          | 緊急速報メール                         | 防水／防塵       |

## 歴史
- 2012年10月9日 - ディズニー・モバイルおよびソフトバンクモバイルより発表。